# Eishockey-Oberliga 1948/49
Die Saison 1948/49 der Eishockey-Oberliga war die erste Spielzeit der neu gegründeten höchsten deutschen Eishockeyliga. Der Spielbetrieb startete im Herbst 1948 mit sechs Mannschaften. Deutscher Meister wurde der EV Füssen, der damit seinen ersten Meistertitel gewinnen konnte. Ausgerichtet wurde die Liga von der Deutschen Arbeitsgemeinschaft für Eissport (DAGE).

## Voraussetzungen

### Teilnehmer
Qualifiziert für die Oberliga waren die sechs Mannschaften aus der Finalrunde um die Deutsche Eishockey-Meisterschaft 1947/48. Der Krefelder EV verzichtete auf die Teilnahme. Zur Ermittlung der sechsten Mannschaft wurde zum Saisonbeginn eine Qualifikation der besten nicht qualifizierten Mannschaften der Landesligen durchgeführt, welche der Kölner EK gewann.
- HC Augsburg
- VfL Bad Nauheim
- EV Füssen
- Kölner EK (Qualifikant)
- Preussen Krefeld
- SC Riessersee (Titelverteidiger)

### Modus
Die sechs Mannschaften spielten eine Einfachrunde aus, sodass jeder Verein jeweils ein Heim- und ein Auswärtsspiel gegen die übrigen Mannschaften bestritt. Allerdings wurden nicht alle Partien planmäßig ausgetragen. Das erstplatzierte Team am Ende der Einfachrunde gewann die Deutsche Meisterschaft. Zur folgenden Spielzeit wurde die Liga auf acht Mannschaften aufgestockt. Die im Herbst 1949 ermittelten Aufsteiger waren der Krefelder EV und der EV Tegernsee.

## Qualifikation zur Oberliga
Nord
Berlin verzichtete.
- 1. Runde: Harvestehuder THC (Hamburg) – SC Forsthausstraße Frankfurt (Hessen) 6:0, 7:1
- 2. Runde: Kölner EK (Nordrhein-Westfalen) – Harvestehuder THC 8:4, 5:2

Süd
- 1. Runde: SG Mannheim (Baden) – HC Stuttgart (Württemberg) 6:0, 4:2
- 2. Runde: EV Tegernsee (Bayern) – SG Mannheim 4:2, Ergebnis zweites Spiel nicht bekannt

Ausscheidungsspiel 1. Süd gegen 2. Nord
- SG Mannheim – Harvestehuder THC 5:4, 4:0

Finale
- SG Mannheim (1. Süd) – Kölner EK 1:5, 1:7 (wiederholt nach Mannheimer Protest)

## Abschlusstabelle
|    | Klub             | Sp | S | U | N | Tore  | Punkte |
| -- | ---------------- | -- | - | - | - | ----- | ------ |
| 1. | EV Füssen        | 10 | 8 | 1 | 1 | 51:24 | 17:03  |
| 2. | Preussen Krefeld | 10 | 8 | 0 | 2 | 37:21 | 16:04  |
| 3. | SC Riessersee    | 08 | 5 | 0 | 3 | 33:26 | 10:06  |
| 4. | VfL Bad Nauheim  | 09 | 3 | 0 | 6 | 25:41 | 06:12  |
| 5. | HC Augsburg      | 10 | 2 | 1 | 7 | 18:35 | 05:15  |
| 6. | Kölner EK        | 07 | 0 | 0 | 7 | 11:37 | 00:14  |

Abkürzungen: Sp = Spiele, S = Siege, U = Unentschieden, N = Niederlagen
Fehlende Spiele wurden nicht ausgetragen.

## Kader des Deutschen Meisters
| Deutscher Meister EV Füssen | Wilhelm Bechler, Walter Leinweber, Oswald Huber, Engelbert Holderied, Georg Guggemos, Klemens Kienberger, Paul Kößler, Xaver Unsinn, Bruno Köpf, Markus Egen, Fritz Poitsch Trainer: Bruno Leinweber |